# ReiserFS
ReiserFS è un file system progettato e implementato da un team di programmatori guidati da Hans Reiser. È correntemente supportato solo dal kernel Linux, ma potrà essere incluso in altri sistemi operativi nel futuro. Con la versione 2.4.1 di Linux, ReiserFS è stato il primo journaling file system ad essere incluso nel kernel vanilla.

## Caratteristiche
Il suo più noto vantaggio rispetto al principale file system Linux di allora, ext2, è dato dall'essere un filesystem journaled, che cioè usa journaled metadata. Questa caratteristica riduce molto il rischio di corruzione del filesystem, ed elimina la necessità di lunghi controlli, dopo una interruzione non prevista del funzionamento del sistema o uno spegnimento non corretto, dovuto magari a mancanza di corrente o a un crash di sistema. Sfortunatamente, convertire una partizione all'uso di ReiserFS richiede agli utenti del filesystem ext2 di riformattare completamente tali partizioni, svantaggio non condiviso dal suo principale concorrente, ext3.
ReiserFS, inoltre, gestisce in maniera molto efficiente directory contenenti grandi quantità di piccoli file. Questo è importante, per esempio, per la gestione di archivi di Usenet.
A metà degli anni duemila, molte distribuzioni di Linux lo usano come file system di default.
Il file system può essere ridimensionato aumentandolo o riducendolo con l'utility resize_reiserfs. Questa però agisce solo sul filesystem e non sulla partizione che può essere modificata con tool standard come cfdisk.
Esiste la possibilità di recuperare file cancellati erroneamente usando il comando reiserfsck senza ricorrere a software esterni. Una descrizione della procedura da seguire è reperibile nei Gentoo forums: ReiserFS undelete/data recovery HOWTO
Il successore di ReiserFS è Reiser4.
Dopo le vicissitudini personali di Hans Reiser, lo sviluppo è fortemente rallentato. A oggi pare evidente che il progetto non verrà più sviluppato.